# Comité national roumain
Le Comité national roumain (en roumain : Comitetul Național Român) est une organisation anti-communiste roumaine qui a joué le rôle de gouvernement en exil après la mise en place d'un régime communiste à Bucarest. Soutenue par l'ex-roi Michel Ier et créée en 1948-1949 par l'ancien Premier ministre Nicolae Rădescu, cette organisation a subsisté jusqu'en 1972. Elle était alors membre de l'Assemblée des nations captives d'Europe (en).